# Phialanthus
Phialanthus là một chi thực vật có hoa trong họ Thiến thảo (Rubiaceae).

## Loài
Chi Phialanthus gồm các loài:
- Phialanthus jamaicensis, Urb.
- Phialanthus revolutus, Urb.